# Tasie Lawrence
Anastasia Katya Breezy Dhanraj (Brighton, Sussex Oriental; 22 de diciembre de 1990), conocida profesionalmente anteriormente como Dhanraj o Tasie Lawrence desde 2013, es una actriz y cantautora británica, más conocida por su papel de Mara Jaffray en la serie de Nickelodeon, House of Anubis.

## Filmografía
Películas
| Año  | Título               | Papel   | Notas            |
| ---- | -------------------- | ------- | ---------------- |
| 2011 | The Tower            | Mina    | Papel Principal  |
| 2014 | Hieroglyph           | Ren     | Papel Secundario |
| 2015 | Everything Before Us | Jessica | Papel Secundario |
| 2015 | Tomato Soup          | Dasie   | Papel Principal  |
| 2016 | Good Kids            | Danya   | Papel Secundario |
| 2018 | Public Disturbance   | Sophia  | Papel Principal  |

Series
| Año       | Título              | Papel        | Notas            |
| --------- | ------------------- | ------------ | ---------------- |
| 2011-2013 | House of Anubis     | Mara Jaffray | Papel Principal  |
| 2015      | Criminal Minds      | Bahni Desai  | 1 episodio       |
| 2016      | Brothers in Atlanta | Chloe        | Papel Secundario |
| 2018      | The Resident        | Priya Nair   | Papel Principal  |

## Discografía
- «We Shall Overcome» (con Brad Kavanagh)
- «The Look of Love» (con Aman Tai Jia Jia)
- «Relapse» (con Alex Sawyer)
- «Two Weeks» (con Alex Sawyer)